# Mistrzostwa Świata w Łucznictwie Polowym 2014
24. Mistrzostwa Świata w Łucznictwie Polowym odbyły się w dniach 18-24 sierpnia 2014 w Maksimir Park w Zagrzebiu w Chorwacji. Zawodniczki i zawodnicy startowali w konkurencji łuków klasycznych, gołych oraz bloczkowych.

## Reprezentacja Polski

### Seniorzy

#### łuk klasyczny
- Milena Barakońska
- Rafał Cwajna
- Damian Goły

### Juniorzy

#### łuk klasyczny
- Kacper Bizoń
- Maria Chrostowska
- Paweł Czyż
- Karolina Farasiewicz
- Marlena Wejnerowska

#### łuk goły
- Piotr Wrzosek

#### łuk bloczkowy
- Łukasz Przybylski

## Medaliści

### Kobiety
| Konkurencja:     | Złoto:                                                        | Srebro:                                                   | Brąz:                                                                          |
| łuk klasyczny    | Lisa Unruh                                                    | Laure Delfau                                              | Naomi Folkard                                                                  |
| łuk goły         | Lina Bjorklund                                                | Cinzia Noziglia                                           | Eleonora Strobbe                                                               |
| łuk bloczkowy    | Toja Cerne                                                    | Ivana Buden                                               | Sandrine Vandionant-Frangilli                                                  |
| zawody drużynowe | Austria · Laurence Baldauff · Petra Goebel · Reingild Linhart | Szwecja · Erika Jangnas · Lina Bjorklund · Ulrika Sjöwall | Wielka Brytania · Naomi Folkard · Victoria Williams · Christie-Lee Ravenscroft |

### Mężczyźni
| Konkurencja:     | Złoto:                                                            | Srebro:                                                         | Brąz:                                                               |
| łuk klasyczny    | Brady Ellison                                                     | Jean-Charles Valladont                                          | Jerome Bidault                                                      |
| łuk goły         | Erik Jonsson                                                      | Martin Ottosson                                                 | Michael Fisher                                                      |
| łuk bloczkowy    | Jesse Broadwater                                                  | Christopher White                                               | Slavko Tursic                                                       |
| zawody drużynowe | Stany Zjednoczone · Ben Rogers · Brady Ellison · Jesse Broadwater | Francja · Benjamin Baret · Olivier Roy · Jean-Charles Valladont | Włochy · Antonio Carminio · Giuseppe Seimandi · Massimiliano Mandia |

### Juniorki
| Konkurencja:  | Złoto:          | Srebro:           | Brąz:          |
| łuk klasyczny | Miriam Trafford | Karissa Yamaguchi | Laura Baldelli |
| łuk goły      | Anna Carrasco   | Sophie Benton     | Elodie Donval  |
| łuk bloczkowy | Maja Orlic      | Runa Grydeland    | Rebecca Lennon |

### Juniorzy
| Konkurencja:     | Złoto:                                                              | Srebro:                                                    | Brąz:                                                                 |
| łuk klasyczny    | Matija Mihalic                                                      | Nathan Yamaguchi                                           | Jan Zapletal                                                          |
| łuk goły         | Alessio Noceti                                                      | Craig McCreery                                             | Mike Cleven                                                           |
| łuk bloczkowy    | Mario Vavro                                                         | Jordan Mitchell                                            | Domagoj Buden                                                         |
| zawody drużynowe | Wielka Brytania · Patrick Huston · Jordan Mitchell · Craig McCreery | Włochy · Luca Valenti · Alessandro Natali · Alessio Noceti | Stany Zjednoczone · Collin Klimitchek · Justin Dixon · Ryland Hartman |

## Klasyfikacja medalowa
| Lp. | Państwo           | Złoto | Srebro | Brąz | Razem |
| 1.  | Stany Zjednoczone | 4     | 2      | 1    | 7     |
| 2.  | Chorwacja         | 3     | 1      | 1    | 5     |
| 3.  | Włochy            | 2     | 2      | 3    | 7     |
| 4.  | Szwecja           | 2     | 2      | 0    | 4     |
| 5.  | Wielka Brytania   | 1     | 4      | 3    | 8     |
| 6.  | Słowenia          | 1     | 0      | 1    | 2     |
| 7.  | Austria           | 1     | 0      | 0    | 1     |
| 7.  | Niemcy            | 1     | 0      | 0    | 1     |
| 9.  | Francja           | 0     | 3      | 3    | 6     |
| 10. | Norwegia          | 0     | 1      | 0    | 1     |
| 11. | Australia         | 0     | 0      | 1    | 1     |
| 11. | Czechy            | 0     | 0      | 1    | 1     |
| 11. | Holandia          | 0     | 0      | 1    | 1     |